# Дольмер, Кантен
Кантен Дольмер (фр. Quentin Dolmaire; род. 18 февраля 1994, Франция) — французский актёр.

## Биография
Кантен Дольмер получил высшее образование в области физики, но оставил это занятие ради обучения актёрскому мастерству на курсах Симона. В 2015 году получил главную роль в фильме Арно Деплешена «Три воспоминания моей юности», где воплотил все образы Поля в позднем подростковом возрасте, которого взрослого играет Матьё Амальрик. В январе 2016 года Дольмер был номинирован как самый перспективный актёр на получение французской национальной кинопремии «Сезар».

## Награды и номинации
| Год             | Категория/Награда          | Фильм                        | Результат | Результат |
| --------------- | -------------------------- | ---------------------------- | --------- | --------- |
| Премия «Люмьер» |                            |                              |           |           |
| 2016            | Самый молодой актёр        | Три воспоминания моей юности | Победа    |           |
| Премия «Сезар»  |                            |                              |           |           |
| 2016            | Самый многообещающий актёр | Три воспоминания моей юности | Номинация |           |